# Japygophana
Japygophana is een geslacht van rechtvleugeligen uit de familie sabelsprinkhanen (Tettigoniidae). De wetenschappelijke naam van dit geslacht is voor het eerst geldig gepubliceerd in 1921 door Carl.

## Soorten
Het geslacht Japygophana  is monotypisch en omvat slechts de volgende soort:
- Japygophana peloti (Carl, 1921)